# Paul Hermann Müller
Paul Hermann Müller (Olten, 12 gennaio 1899 – Basilea, 12 ottobre 1965) è stato un chimico svizzero, vincitore del premio Nobel per la medicina nel 1948.

## Biografia
Dopo essersi laureato nel 1925 lavorò presso un'azienda chimica svizzera, dove nel 1939 scoprì le azioni insetticide del DDT, dimostrandone l'azione di contrasto alla malaria. Per questa scoperta venne insignito del premio Nobel per la medicina nel 1948.